# Man singet mit Freuden vom Sieg, BWV 149
Man singet mit Freuden vom Sieg, BWV 149 (Es canta, amb joia triomfant), és una cantata religiosa de Johann Sebastian Bach per a la diada de Sant Miquel, estrenada a Leipzig, el 29 de setembre de 1728 o 1729.

## Origen i context
El llibret és de Picander, publicat el 24 de juny de 1728 amb el títol Auf das Fest Micahelis en el seu recull Ernst-Scherzhaffte und Satyrische Gedichte. En el cor inicial s'inclou el Salm (118, 15-16), Escolteu crits de festa i de victòria al campament dels Justos i en el coral final la tercera estrofa de l'himne Herlich lieb hab ich dich, o Herr de Martin Schalling (1571). El text fa referència a les lectures del dia, especialment l'Epístola treta del passatge La dona i el drac de l'Apocalipsi (12, 7-12), amb les descripcions clàssiques de la lluita i victòria de l'arcàngel sobre el dimoni, el drac de l'Apocalipsi, i el paper protector que li dona la tradició cristiana. Per al dia de Sant Miquel es conserven tres altres cantates, les BWV 19, BWV 50 i BWV 130.

## Anàlisi
Obra escrita per a soprano, contralt, tenor, baix i cor; tres trompetes, timbals, tres oboès, fagot, corda i baix continu. Consta de set números.
1. Cor: Man singet mit Freuden vom Sieg (Es canta, amb joia triomfant)
2. Ària (baix): Kraft und Stärke sei gesungen (Siguin cantats la Força i el Poder de Déu)
3. Recitatiu (contralt): Ich fürchte mich (Ni mil enemics no m'espanten)
4. Ària (soprano): Gottes Engel weichen nie (Els Àngels de Déu mai s'allunyen)
5. Recitatiu (tenor): Ich danke dir (Et dono les gràcies)
6. Ària (duet de contralt i tenor): Seid wachsam, ihr heiligen Wächter (Resteu atents, Sants Vigilants)
7. Coral: Ach Herr, lass dein lieb Engelein (Ah, Senyor! Deixa que els teus estimats Àngels)

El cor inicial és una paròdia de la cantata profana BWV 208, coneguda com a Cantata de la cacera, feta amb l'habilitat natural de Picander; Bach introduí modificacions significatives a la partitura, substituint les trompes de caça de la versió original per tres trompes i timbals, més brillants i adequades a una festa religiosa, no obstant es manté el to d'aire triomfal i marcial, d'acord amb la celebració de la victòria de l'àngel sobre el drac. L'ària de baix, número 2, incorpora un fagot i un violó al continu; tot plegat agafa una força apocalíptica, en especial quan la veu canta Kraft und Stärke (força i poder). En el recitatiu següent de contralt, destaquen les frases wenn alles fältt; wenn alles bricht (Quan tot s'esquerdi, quan tot s'enfonsi), separades per uns silencis expressius. L'ària número 4, a càrrec del soprano amb la corda i el continu, canta la vigilància que fa la multitud d'àngels. En el recitatiu de tenor, número 5, es crea una tensió molt expressiva quan la veu arriba al punt més baix de la tessitura, sobre la paraula sterben (mort), i passa a un Sol agut en la frase final zum Himmel tragen (dalt del Cel). El número 6 és un duet de contralt i tenor acompanyats pel fagot, combinació mot poc freqüent en les cantates de Bach; les veus canten en paral·lel o bé en imitació canònica, i narren l'alerta de la guàrdia nocturna. El coral canta la mateixa melodia que el final de la Passió segons Sant Joan (BWV 245) que acaba d'una manera singular amb una cadència de les trompetes. Té una durada aproximada de vint minuts.

## Discografia seleccionada
- J.S. Bach: Das Kantatenwerk. Sacred Cantatas Vol. 8. Gustav Leonhardt, Knabenchor Hannover (Heinz Hennig, director), Collegium Vocale Gent (Philippe Herreweghe, director), Leonhardt-Consort, Sebastian Hennig (solista del cor), Paul Esswood, Kurt Equiluz, Max van Egmond. (Teldec), 1994.
- J.S. Bach: The complete live recordings from the Bach Cantata Pilgrimage. CD 42: Unser Lieben Frauen, Bremen; 29 de setembre de 2000. John Eliot Gardiner, Monteverdi Choir, English Baroque Soloists, Malin Hartelius, Richard Wyn Roberts, James Gilchrist, Peter Harwey. (Soli Deo Gloria), 2013.
- J.S. Bach: Complete Cantatas Vol. 20. Ton Koopman, Amsterdam Baroque Orchestra & Choir, Sandrine Piau, Bogna Bartosz, Christopher Prégardien, Klaus Mertens. (Challenge Classics), 2006.
- J.S. Bach: Cantatas Vol. 50. Masaaki Suzuki, Bach Collegium Japan, Hana Blazikova, Robin Blaze, Gerd Turk, Peter Kooij. (BIS), 2012.
- J.S. Bach: Church Cantatas Vol. 46. Helmuth Rilling, Gächinger Kantorei, Bach-Collegium Stuttgart, Arleen Augér, Mechthild Georg, Aldo Baldin, Philippe Huttenlocher. (Hänssler), 1999